# Buttigliera d'Asti
Buttigliera d'Asti är en ort och kommun i provinsen Asti i regionen Piemonte i Italien. Kommunen hade 2 542 invånare (2018).